# Satyrus origantii
Satyrus origantii är en fjärilsart som beskrevs av Hartig 1936. Satyrus origantii ingår i släktet Satyrus och familjen praktfjärilar. Inga underarter finns listade.